# Симонян, Ренальд Хикарович
Рена́льд Хика́рович Симоня́н (род. 1 мая 1935) — советский и российский социолог. Кандидат философских наук, доктор социологических наук, главный научный сотрудник Института социологии РАН и Института экономики РАН.
Руководитель Российско-Балтийского центра Института социологии РАН. Заместитель руководителя Центра североевропейских и балтийских исследований МГИМО. Член редакционной коллегии журнала «Социологические исследования». Эксперт Комитета по делам Федерации и региональной политике Совета Федерации.

## Биография

### Научная карьера в советское время
В советское время к области научных интересов Симоняна относилась промышленная социология. Начал научную карьеру в 1974 году, являясь начальником цеха одного из московских предприятий. В 1976 году его статья «Вторичный производственный коллектив как объект социального управления» была опубликована в первом номере журнала «Социологические исследования». В 1977 году защитил кандидатскую диссертацию на философском факультете МГУ (на тот момент социология не выделилась как отдельная дисциплина). В это время он работал в Академии народного хозяйства.
В 1964 году Р. Х. Симонян женился на Тамаре Михайловне Кочегаровой (1937 г. рождения).
В 1979 году Симоняна пригласили в НИИ планирования и нормативов — одно из научных подразделений Госплана СССР, где социолог возглавил сектор. Был членом экономического совета всесоюзного общества «Знание», ездил по стране, выступал на промышленных предприятиях.
Называет себя учеником Валентина Подмаркова, сыгравшего важную роль в становлении советской промышленной социологии. Автор книги «Начальник цеха. Методы и практика руководства» (1983), в которой исследовался средний уровень внутризаводского управления. Проводил многие свои исследования на предприятиях Эстонии и Латвии.

### В постсоветское время
В январе 1989 году перешёл в Институт социологии РАН, сосредоточившись на исследовании процессов в Прибалтике. В постсоветское время областью научных интересов учёного стали страны Прибалтики (Латвия, Эстония, Литва). Симонян проводит в прибалтийском регионе комплексные междисциплинарные компаративные исследования. В 1999 году выступил организатором создания Российско-Балтийского центра Института социологии РАН, специализирующегося на данной проблематике. Симонян регулярно посещает Латвию, встречаясь с представителями научной общественности и политиками. В монографии «Россия и страны Балтии» Симонян анализирует события, происходившие в России и прибалтийских странах с 1990-х годов. Автор высоко оценивает опыт Прибалтики в проведении экономических реформ.

## Научные исследования

### Анализ экономических реформ 1990-х годов
В 2010 году вышла монография Симоняна «Без гнева и пристрастия», посвящённая экономическим реформам 1990-х годов в России и их последствиям. В числе итогов реформ Симонян, в частности, называет обеднение граждан, сокращение численности населения и ухудшение здоровья, дискредитацию демократических ценностей, общественную апатию и деморализацию, ухудшение международного положения России. Директор Института экономики РАН, доктор экономических наук Руслан Гринберг охарактеризовал научное исследование Симоняна как «глубокое и многоплановое». Как отмечает Гринберг, автор аргументированно опровергает «заслуги, которые приписывают себе реформаторы»: «спасение от гражданской войны, от массового голода, от распада и от многих других предполагаемых бедствий».
В других публикациях учёный выделяет социокультурные итоги реформ. К ним он относит деградацию науки и системы образования, криминализацию и деинтеллектуализацию общества, падение общего культурного уровня. Так, согласно выводам Симоняна, реформы оказали особенно разрушительное воздействие на образование и науку: «Если системе образования реформы нанесли огромный урон, то ещё больший был причинен науке. Были разрушены многие научные школы».
Симонян полагает, что экономическая модель, созданная реформами 1990-х, сделала нереальным инновационный технологический прорыв страны:

То, что из 1,5 трлн долл., полученных страной в «тучное десятилетие» (1999—2008 гг.), не нашлось средств для постройки в стране хотя бы одного крупного высокотехнологичного предприятия — закономерный результат реформ. Созданная в 90-е годы экономическая модель не содержит в себе
инновационного потенциала. В сложившихся после реформ условиях хозяйствования модернизация промышленности нереальна. <…>
Происшедшая в 90-х годах в стране деиндустриализация обладает слишком большой инерцией, а деградация машиностроения обрекает все усилия по созданию курса на технологические инновации. <…>

По его словам, реформы 90-х привели к возрастающему разрыву между развитыми странами и Россией, закрепив её обслуживающую роль как поставщика сырья и энергии:

Необходимо подчеркнуть, что с каждым годом возможности диверсификации промышленности России сокращаются, ибо в глобализирующемся мире разделение труда и уровень специализации отдельных стран и регионов быстро растет. Взяв на себя функцию сырьевого и энергетического обслуживания стран, осуществивших технологическую модернизацию, Россия после 90-х годов быстро утрачивает перспективы
занять место в их ряду.

## Награды
Награждён эстонским орденом Креста земли Марии 4-й степени (2004).

### Публикации
- Список трудов на сайте Института социологии РАН
- Бизнес по-русски и по-латышски // Социологические исследования. 1997. № 11. С. 54-61.
- Страны Балтии и распад СССР (недоступная ссылка) // Политические исследования, 2002.
- События 1939—1940 годов в массовом сознании населения стран Балтии / Р. Х. Симонян, Т. М. Кочегарова. — С.19-33 // Новая и новейшая история, 2009, № 3.
- Реформы в России 1990-х годов: об аргументах «за» / Р. Х. Симонян. — С .114-122 // Социологические исследования, 2006, № 6.
- О некоторых социокультурных итогах российских экономических реформ 90-х годов // Мир перемен. 2010. № 3. С. 98-114.